# Kháng thuốc
Kháng thuốc là sự giảm hiệu quả của một loại thuốc như thuốc chống vi trùng hoặc thuốc chống ung thư trong điều trị bệnh hoặc tình trạng. Thuật ngữ này được sử dụng trong bối cảnh kháng thuốc mà mầm bệnh hoặc ung thư đã "mắc phải", nghĩa là sự kháng thuốc đã phát triển. Kháng thuốc kháng sinh và kháng thuốc của các tế bào ung thư đã thách thức chăm sóc lâm sàng và nghiên cứu. Khi một sinh vật kháng với nhiều loại thuốc, nó được cho là  kháng đa thuốc. Hệ miễn dịch của một sinh vật thực chất là một hệ thống phân phối thuốc.
Sự phát triển của kháng thuốc kháng sinh đặc biệt bắt nguồn từ các loại thuốc chỉ nhắm mục tiêu các phân tử vi khuẩn cụ thể (hầu như luôn luôn là protein). Bởi vì thuốc là rất đặc hiệu, bất kỳ đột biến nào trong các phân tử này sẽ can thiệp hoặc phủ nhận tác dụng phá hủy của nó, dẫn đến việc kháng thuốc kháng sinh. Hơn nữa, có mối lo ngại về việc lạm dụng kháng sinh trong chăn nuôi gia súc, mà riêng ở Liên minh châu Âu đã chiếm tới ba lần khối lượng phân phối cho con người - dẫn đến sự phát triển của vi khuẩn siêu kháng thuốc.
Vi khuẩn có khả năng không chỉ làm thay đổi enzyme mà các kháng sinh nhắm tới, mà còn bằng cách sử dụng enzyme để tự sửa đổi kháng sinh và do đó vô hiệu hóa nó. Ví dụ về mầm bệnh làm thay đổi mục tiêu của kháng sinh là Staphylococcus aureus, enterococci kháng vancomycin và Streptococcus kháng macrolide, trong khi các ví dụ về vi khuẩn biến đổi kháng sinh là Pseudomonas aeruginosa và Acinetobacter baumannii.
Nói tóm lại, sự thiếu nỗ lực phối hợp của chính phủ và ngành công nghiệp dược phẩm, cùng với khả năng bẩm sinh của vi khuẩn để phát triển sức đề kháng vượt trội so với sự phát triển của các loại thuốc mới, cho thấy các chiến lược hiện có để phát triển các liệu pháp chống vi khuẩn lâu dài, mang tính khả thi cuối cùng sẽ phải cam chịu thất bại. Không có chiến lược thay thế, việc hình thành sự kháng thuốc của các vi sinh vật gây bệnh là một trong những mối đe dọa sức khỏe cộng đồng quan trọng nhất mà loài người phải đối mặt trong thế kỷ 21.